# Вишенки (Владимирская область)
Ви́шенки — село на северо-западе Суздальского района Владимирской области России. В 2004 году село вошло в Селецкое сельское поселение.

## География
Расположено в живописном месте на территории природного района Владимирское ополье в слабо холмистой обезлешенной местности в 10 км к северо-западу от Суздаля. На территории села каскад озёр — не менее пяти.
В сентябре 2014 г. была построена дорога с щебеночным покрытием, от въезда до развилки в начале села. Местными жителями предпринимаются попытки строительства дороги внутри села за счёт собственных средств.
Газа нет, водоснабжение — колодец. Электроснабжение имеется.

## Этнография
На протяжении истории среди местных жителей был распространён диалект относящийся к Владимирско-Поволжской группе говоров, частично сохранившийся в селе.

## История
XI—XIII века
Образование первых древнерусских поселений на территории нынешнего села Вишенки.
XVII век
В первой трети XVII век Вишенки находились в составе Опольского стана Суздальского уезда, принадлежали княгине Авдотье (Евдокии) Артемьевне Тюфякиной, вдове князя Григория Васильевича Тюфякина (ум. после 1625 г.), с дочерью Марьей. Имелось 13 крестьянский дворов, церковь Страстотерпца Христова Георгия.
XVIII век
В XVIII веке село принадлежало княжескому роду Голицыных. До 1757 г. им владел князь Михаил Михайлович Голицын и его жена княгиня Анна Александровна Голицына урождённая баронесса Строганова. В 1757 г. передано как приданое княжескому роду Прозоровских.
XIX век
Село принадлежало помещикам, в XIX веке было вотчиной князей Прозоровских. На территории села существовала однопрестольная церковь в честь Святого Великомученика Георгия, построенная в 1835 году на средства помещицы княгини Татьяны Михайловны Прозоровской, располагался пруд, имелось 93 дома, 263 души мужеского пола, 285 душ женского пола. С 1886 года в селе существовала земская народная школа.
XX век
Село Вишенки входит в Вишенский сельский округ Суздальского района, в нём проживает 20 человек, школы нет. Церковь села была разрушена в 1937 г. На этом же месте была построена деревянная церковь, впоследствии также разрушенная. До разрушения в церкви хранили зерно колхоза «Вишенка», затем колхоза и совхоза «Суворовский». В 40-х годах военнопленные лагеря № 160 Суздальский привлекались здесь для уборки урожая. Осенью 1996 года на месте порушенной Георгиевской церкви жителями села был поставлен большой железный крест, как памятный знак.
XXI век
В начале 2000-х гг.(не раннее 2004 г.) на месте железного креста, на окраине сельского кладбища, семьей Шумовых была построена маленькая часовня.
Зарегистрировано крестьянско-фермерское хозяйство «Ринке».
Село держится за счет небольшого числа постоянно проживающих и дачников, приезжающих на лето.

## Население
| 1859 | 1897 | 1905 | 1926 | 2002 | 2010 | 2021 |
| ---- | ---- | ---- | ---- | ---- | ---- | ---- |
| 471  | ↗506 | ↗588 | ↗610 | ↘20  | ↘18  | ↘13  |

## Достопримечательности
Вывеска с названием села у дороги восстановлена в июле 2014 года.
На территории села находится комплекс памятников археологии: ряд древнерусских селищ (XI—XIII).

## Знаменитые земляки
В селе Вишенки в молодости жила Варвара Ивановна Прозоровская (1750—1806), жена полководца Александра Васильевича Суворова;
До 20 января 1869 г. священником с. Вишенок Суздальского уезда был Иоанн Николаевич Кедровский. C 1869 г. — викарием в с. Вишенках Суздальского уезда был Василий Иванович Ключарев.
Во времена русско-японской войны в Героической обороне Порт-Артура участвовал уроженец с. Вишенки, Суздальского уезда, А. И. Тарасов.
В Вишенках родились:
- Клавдия Васильевна Махова, педагог дошкольного образования, написавшая книгу «Просто счастье», где описывается история воспитания своих родных детей, мать Мариэтты Омаровны Чудаковой;
- Анатолий Иванович Антонов (род.30.10.1932 г.), журналист, написавший серию книг об участниках Великой Отечественной войны.

Некоторые из жителей с. Вишенки попали под политические репрессии проводимые большевиками, впоследствии реабилитированы, согласно списку реабилитированных жертв политических репрессий города Суздаля и Суздальского района из Книги памяти жертв политических репрессий Владимирской области «Боль и память»:
- Бобылев Андриан Петрович, род. 1877, с. Вишенки Суздальского района. Проживал там же. Председатель сельсовета. Арестован 06.02.1930. Осужден на 3 года ссылки.
- Бобылев Павел Петрович, род. 1872, с. Вишенки Суздальского района. Проживал там же. Дьякон. Арестован 06.02.1930. Осужден на 5 лет ссылки.

## В литературе и периодических изданиях

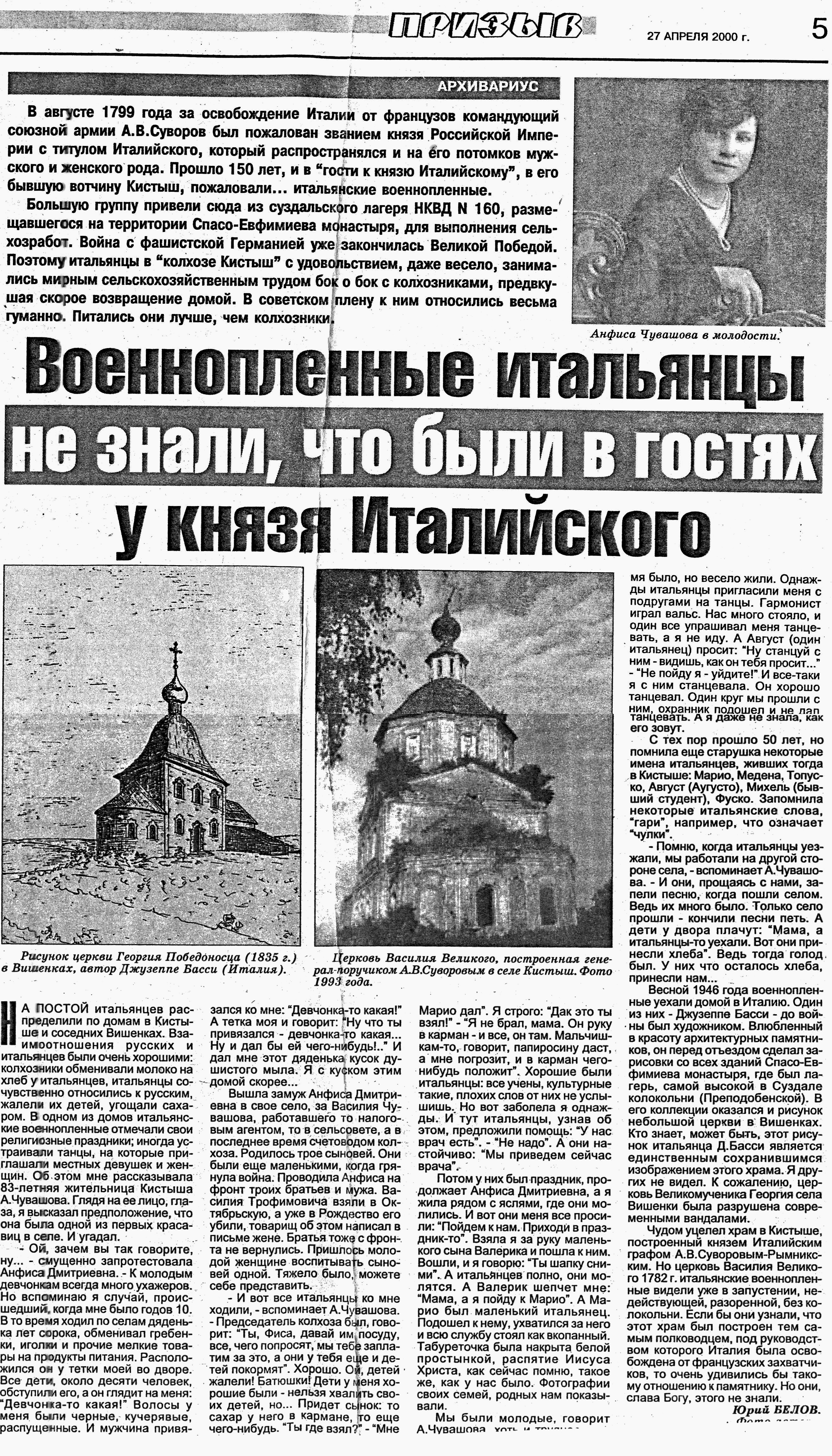
Вырезка из газеты «Призыв» от 27.04.2000 г.

В повести Владимира Солоухина «Владимирские просёлки» (1957) есть строки:
«Говорила карта и о поэтичности народа, потому что черствый, сухой человек никогда не дал бы деревне такого названия, как Вишенки, Жары или, например, Венки.»
В книге Мариэтты Чудаковой «Людская молвь и конский топ» (из записных книжек 1950—1990-х годов):
«…Двенадцать верст до села Кистыш. После часа-полутора пешего хода через поля подымается из-за горизонта купол: колокольня — это значит, что пройдено полпути.
Село Кистыш. Большая церковь, поповский дом.
Посредине села — памятник погибшим из двух сел, Кистыша и Вишенок (в полуверсте), на доске выбиты фамилии. Почти каждая повторяется несколько раз. Различаются только инициалы:
Агаревы — 2
Аристовы — 6
Быченковы — 2
Ганичевы — 2
Гориновы (трое)
Демины (четверо)
Демьяновы (двое)
Ермолаев
Евсеевы (двое)
Жильцовы (четверо, среди них — мой дядя Рома, муж единственной маминой сестры тети Лены, оставшейся с пятью детьми)
Зубаковы (двое)
Задворновы (двое)
Кошелёвы (двое)
Илларионовы (двое)
Муратовы — 6
Площадновы — 2
Садовников
Самойлов Н. Я. (племянник моей няни)
Сидорычевы — 8
Срывковы — 2
Талатёнковы — 2
Тарасовы — 9
Трусовы — 2
Туманов
Тяглецовы — 5
Федоровы
Фроловы
Хахалов
Чесноков
Чувашов
Шибановский
Якимовы — 5
Вишенки.
Из всей деревни вернулись двое, ушли же бессчётно.
За образами письмо: „…Благодарим Вас за Вашего мужа, за его бдительность и за его зоркое смотрение. Любите его так же, как мы любили“.»